# ジェイミー・シルバースタイン
ジェイミー・シルバースタイン（英語: Jamie Silverstein、1983年12月23日 - ）は、アメリカ出身の女性フィギュアスケート選手。1999年世界ジュニアフィギュアスケート選手権優勝。2006年トリノオリンピックアイスダンスアメリカ代表。パートナーはライアン・オメラ、ジャスティン・ペカレック。

## 経歴
ピッツバーグに生まれ、3歳のころにスケートをはじめた。1995年にジャスティン・ペカレックとカップルを結成し、1997-1998年シーズンからISUジュニアグランプリに参戦を果たした。1998-1999年シーズン、JGP中国で優勝し、2度目の進出となったJGPファイナルで初優勝を飾る。1999年世界ジュニア選手権でも初優勝を果たした。
翌1999-2000年シーズンからシニアクラスに転向し、ISUグランプリシリーズにも参戦を果たしたが、2000年世界選手権後に解散、一時学業のためにコーネル大学に通う。
2005年4月、ライアン・オメラとカップルを組み競技会へ復帰を果たした。2006年全米選手権で3位となり、トリノオリンピック出場権を獲得。トリノオリンピックでは16位。のちにオメラとはカップルを解消し、現在は休養している。

## 主な戦績
- 1999-00までジャスティン・ペカレックとのカップル。
- 2005-06のみライアン・オメラとのカップル。

| 大会/年                       | 1997-98 | 1998-99 | 1999-00 | 2005-06 |
| ----------------------------- | ------- | ------- | ------- | ------- |
| オリンピック                  |         |         |         | 16      |
| 世界選手権                    |         |         | 12      |         |
| 四大陸選手権                  |         |         | 3       | 6       |
| 全米選手権                    |         |         | 2       | 3       |
| GPスケートアメリカ            |         |         | 5       | 5       |
| 世界Jr.選手権                 | 10      | 1       |         |         |
| JGPファイナル                 | 6       | 1       |         |         |
| JGP中国                       |         | 1       |         |         |
| JGPサン・ジェルヴェ           |         | 2       |         |         |
| JGPブラオエン・シュベルター杯 | 3       |         |         |         |
| JGPソフィア杯                 | 2       |         |         |         |

### 詳細
| 2005-2006 シーズン  |                                                                  |          |          |          |           |
| 開催日              | 大会名                                                           | CD       | OD       | FD       | 結果      |
| 2006年2月10日-26日  | トリノオリンピック（トリノ）                                     | 18 27.53 | 16 46.00 | 18 76.87 | 16 150.40 |
| 2006年1月23日-28日  | 2006年四大陸フィギュアスケート選手権（コロラドスプリングス）     | 5 29.98  | 6 45.38  | 7 75.4   | 6 150.76  |
| 2006年1月7日-15日   | 全米フィギュアスケート選手権（セントルイス）                     | 4 32.24  | 3 54.46  | 2 91.76  | 3 178.46  |
| 2005年10月20日-23日 | ISUグランプリシリーズ スケートアメリカ（アトランティックシティ） | 6 28.44  | 4 48.28  | 5 78.79  | 5 155.51  |